# Lacépède
Pour les articles homonymes, voir Lacépède (homonymie).
Lacépède est une commune du Sud-Ouest de la France, située dans le département de Lot-et-Garonne (région Nouvelle-Aquitaine).

## Géographie

### Communes limitrophes
Les communes limitrophes sont  Bourran, Lafitte-sur-Lot, Montpezat, Prayssas, Saint-Salvy et Saint-Sardos.
| Lafitte-sur-Lot | Saint-Sardos |           |
| Bourran         | Lacépède     | Montpezat |
|                 | Saint-Salvy  | Prayssas  |

### Climat
Pour des articles plus généraux, voir Climat de la Nouvelle-Aquitaine et Climat de Lot-et-Garonne.
Historiquement, la commune est exposée à un climat océanique aquitain.  
En 2020, Météo-France publie une typologie des climats de la France métropolitaine dans laquelle la commune est exposée à un climat océanique altéré et est dans la région climatique Aquitaine, Gascogne, caractérisée par une pluviométrie abondante au printemps, modérée en automne, un faible ensoleillement au printemps, un été chaud (19,5 °C), des vents faibles, des brouillards fréquents en automne et en hiver et des orages fréquents en été (15 à 20 jours).
Pour la période 1971-2000, la température annuelle moyenne est de 12,8 °C, avec une amplitude thermique annuelle de 15,4 °C. Le cumul annuel moyen de précipitations est de 812 mm, avec 10,7 jours de précipitations en janvier et 6,8 jours en juillet. Pour la période 1991-2020, la température moyenne annuelle observée sur la station météorologique la plus proche, située sur la commune de Prayssas à 5 km à vol d'oiseau, est de 13,9 °C et le cumul annuel moyen de précipitations est de 815,5 mm,. Pour l'avenir, les paramètres climatiques de la commune estimés pour 2050 selon différents scénarios d’émission de gaz à effet de serre sont consultables sur un site dédié publié par Météo-France en novembre 2022.

## Urbanisme

### Typologie
Au 1er janvier 2024, Lacépède est catégorisée commune rurale à habitat très dispersé, selon la nouvelle grille communale de densité à sept niveaux définie par l'Insee en 2022.
Elle est située hors unité urbaine. Par ailleurs la commune fait partie de l'aire d'attraction d'Agen, dont elle est une commune de la couronne,. Cette aire, qui regroupe 81 communes, est catégorisée dans les aires de 50 000 à moins de 200 000 habitants,.

### Occupation des sols

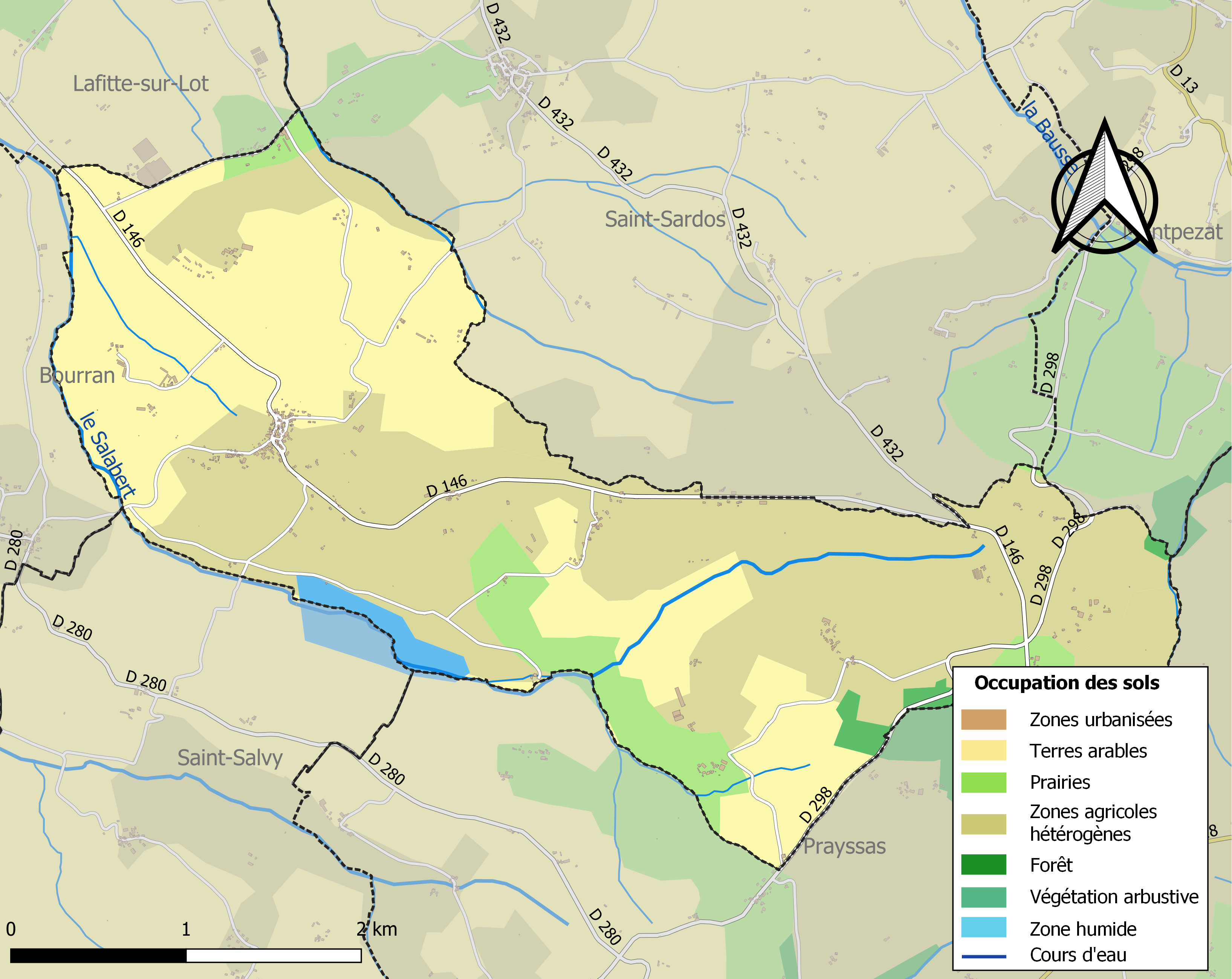
Carte des infrastructures et de l'occupation des sols de la commune en 2018 (CLC).

L'occupation des sols de la commune, telle qu'elle ressort de la base de données européenne d’occupation biophysique des sols Corine Land Cover (CLC), est marquée par l'importance des territoires agricoles (97,3 % en 2018), en diminution par rapport à 1990 (98,7 %). La répartition détaillée en 2018 est la suivante : 
zones agricoles hétérogènes (51,1 %), terres arables (37,5 %), prairies (8,6 %), forêts (1,4 %), eaux continentales (1,4 %). L'évolution de l’occupation des sols de la commune et de ses infrastructures peut être observée sur les différentes représentations cartographiques du territoire : la carte de Cassini (XVIIIe siècle), la carte d'état-major (1820-1866) et les cartes ou photos aériennes de l'IGN pour la période actuelle (1950 à aujourd'hui).

### Risques majeurs
Le territoire de la commune de Lacépède est vulnérable à différents aléas naturels : météorologiques (tempête, orage, neige, grand froid, canicule ou sécheresse), mouvements de terrains et séisme (sismicité très faible). Un site publié par le BRGM permet d'évaluer simplement et rapidement les risques d'un bien localisé soit par son adresse soit par le numéro de sa parcelle.
Les mouvements de terrains susceptibles de se produire sur la commune sont des affaissements et effondrements liés aux cavités souterraines (hors mines) et des tassements différentiels. Afin de mieux appréhender le risque d’affaissement de terrain, un inventaire national permet de localiser les éventuelles cavités souterraines sur la commune.

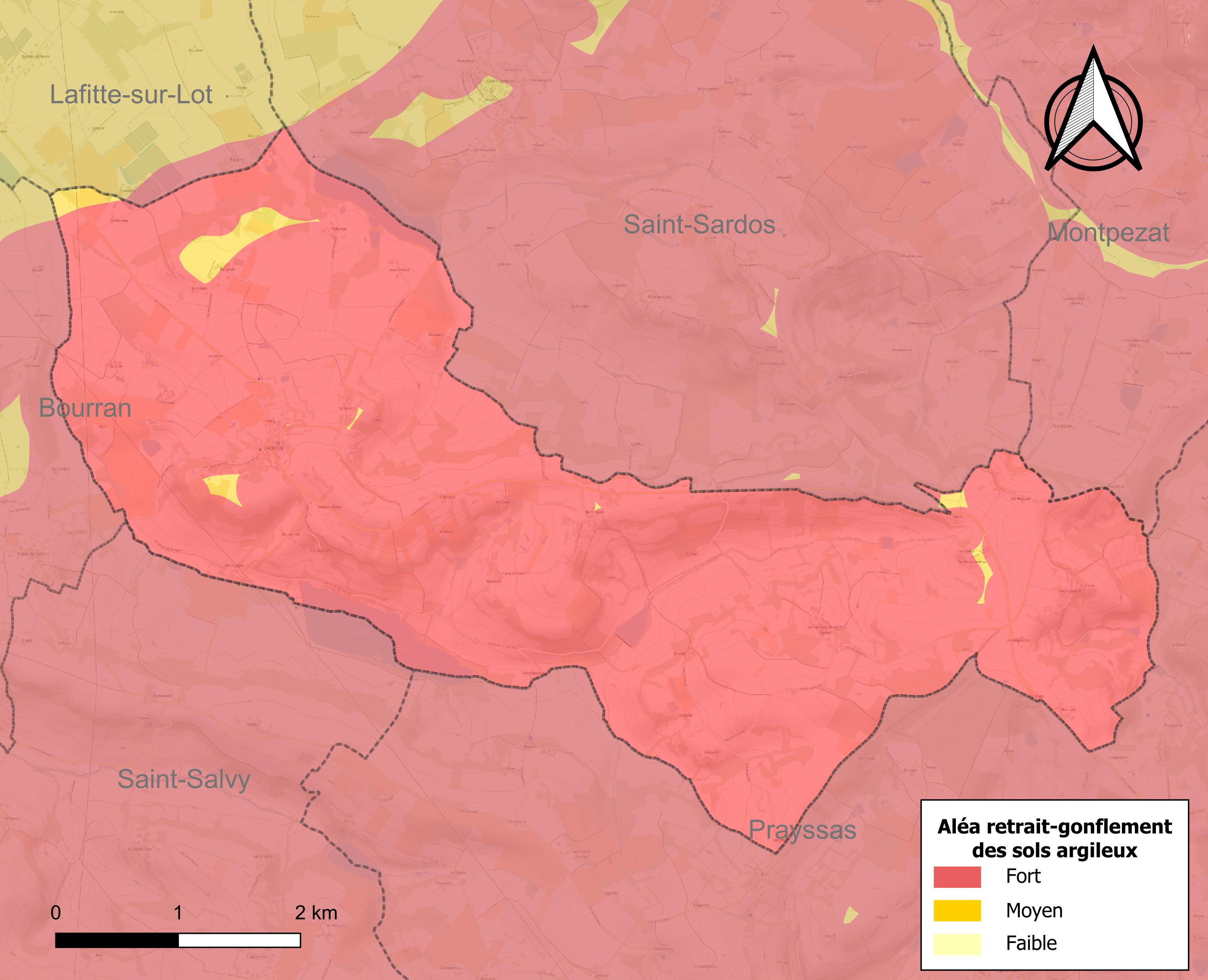
Carte des zones d'aléa retrait-gonflement des sols argileux de Lacépède.

Le retrait-gonflement des sols argileux est susceptible d'engendrer des dommages importants aux bâtiments en cas d’alternance de périodes de sécheresse et de pluie. La totalité de la commune est en aléa moyen ou fort (91,8 % au niveau départemental et 48,5 % au niveau national). Depuis le 1er octobre 2020, en application de la loi ELAN, différentes contraintes s'imposent aux vendeurs, maîtres d'ouvrages ou constructeurs de biens situés dans une zone classée en aléa moyen ou fort,.
La commune a été reconnue en état de catastrophe naturelle au titre des dommages causés par les inondations et coulées de boue survenues en 1982, 1993, 1999, 2003 et 2009, par la sécheresse en 2003, 2005, 2011 et 2017 et par des mouvements de terrain en 1999.

## Toponymie
Le nom occitan francisé « Lacépède » désigne un terroir favorable au développement des basidiomycètes de l'espèce Boletus edulis plus connue comme « Cèpe de Bordeaux »

## Politique et administration
| Période                                  | Période   | Identité             | Étiquette | Qualité           |
| ---------------------------------------- | --------- | -------------------- | --------- | ----------------- |
| juin 1995                                | mars 2008 | Emile Freyche-Mougat |           | Retraité agricole |
| mars 2008                                | 2014      | René Puérari         |           | Retraité agricole |
| 2014                                     | 2014      | Pierre Durand        |           |                   |
| 2014                                     | En cours  | Sophie Cassagne      |           |                   |
| Les données manquantes sont à compléter. |           |                      |           |                   |

## Démographie
L'évolution du nombre d'habitants est connue à travers les recensements de la population effectués dans la commune depuis 1793. Pour les communes de moins de 10 000 habitants, une enquête de recensement portant sur toute la population est réalisée tous les cinq ans, les populations de référence des années intermédiaires étant quant à elles estimées par interpolation ou extrapolation. Pour la commune, le premier recensement exhaustif entrant dans le cadre du nouveau dispositif a été réalisé en 2008.

En 2022, la commune comptait 316 habitants, en évolution de −2,17 % par rapport à 2016 (Lot-et-Garonne : −0,18 %, France hors Mayotte : +2,11 %).
| 1793 | 1800 | 1806 | 1821 | 1831 | 1836 | 1841 | 1846 | 1851 |
| ---- | ---- | ---- | ---- | ---- | ---- | ---- | ---- | ---- |
| 783  | 884  | 870  | 726  | 830  | 822  | 822  | 786  | 778  |

| 1856 | 1861 | 1866 | 1872 | 1876 | 1881 | 1886 | 1891 | 1896 |
| ---- | ---- | ---- | ---- | ---- | ---- | ---- | ---- | ---- |
| 720  | 741  | 707  | 686  | 658  | 656  | 586  | 540  | 543  |

| 1901 | 1906 | 1911 | 1921 | 1926 | 1931 | 1936 | 1946 | 1954 |
| ---- | ---- | ---- | ---- | ---- | ---- | ---- | ---- | ---- |
| 473  | 480  | 480  | 392  | 418  | 452  | 478  | 419  | 401  |

| 1962 | 1968 | 1975 | 1982 | 1990 | 1999 | 2006 | 2008 | 2013 |
| ---- | ---- | ---- | ---- | ---- | ---- | ---- | ---- | ---- |
| 352  | 324  | 328  | 252  | 275  | 247  | 278  | 287  | 312  |

| 2018 | 2022 | - | - | - | - | - | - | - |
| ---- | ---- | - | - | - | - | - | - | - |
| 317  | 316  | - | - | - | - | - | - | - |

## Culture locale et patrimoine

### Lieux et monuments
- Église Sainte-Foy de Sainte-Foy de Pech Bardat. Elle est inscrite à l'Inventaire général du patrimoine culturel[27].
- Église Saint-Pierre de Lacépède. Elle est inscrite à l'Inventaire général du patrimoine culturel[28].
- Église Saint-Pierre de Quitimont.

### Personnalités liées à la commune
- Jean Bérard (1818-1893), homme politique, Préfet de Lot-et-Garonne, préfet de l'Isère, préfet des Deux-Sèvres.
- Édouard Grimard (1827-1909), botaniste, écrivain et journaliste, y est né.

### Héraldique
| Blason de Lacépède | Blason  | Coupé ondé : au 1er parti au I de sinople à une colombe essorante d'argent, au II d'azur à trois étoiles d'or, au 2d d'argent à deux clefs de gueules passées en sautoir. |
| Blason de Lacépède | Détails | La colombe est attribut de sainte Foy, patronne de la paroisse de Sainte-Foy de Pech Bardat. Les étoiles sont reprises des armes de la famille de Labat de Lapeyrière, dont étaient issus d'anciens seigneurs de Lacépède. Les clefs sont attributs de saint Pierre, patron des paroisses de Lacépède et de Quitimont. Enfin, le sinople est pour l'agriculture, l'ondée et l'azur sont pour les deux lacs présents sur le territoire communal. Adopté en décembre 2021. |